# Plebejus acmon
Plebejus acmon (Syn.: Lycaena acmon, Aricia acmon) ist ein Schmetterling aus der Familie der Bläulinge (Lycaenidae).

## Merkmale

### Falter
Die Flügelspannweite dieser Bläulingsart beträgt 25 bis 30 Millimeter nach anderen Quellen 20 bis 29 Millimeter. Männchen sind oberseits bläulich während die Weibchen braun mit und nur an Flügelansatz bläulich bestäubt sind. Beim Männchen sind die Flügeloberseiten dunkel blauschwarz gefärbt und werden zu den Rädern hin dunkler. Der Flügelrand ist von einem weißen Saum begrenzt. Auf der Oberseite des Hinterflügels befinden sich orange Flecken mit schwarzen Punkten. Die Unterseite der Flügel ist hellgrau bis weiß mit schwarzen Punkten. Diese Punkte laufen auf dem Hinterflügel vom Schwarzen ins Orange. Weibliche Falter der Frühlingsgeneration sind oft blauer auf der Flügeloberseite gefärbt.

### Ei
Die Eier sind grünlich weiß.

### Raupe
Der Körper der Raupen ist gelbgrün mit dunkelgrünen Rückenstreifen sowie weiß behaart mit schwarzen Punkten.

### Puppe
Die Puppen sind bräunlich und im Bereich des Abdomens bis zum Thoraxsegment grünlich gefärbt.

### Ähnliche Arten
- Plebejus lupini ist größer und der äußere weiße Rand ist schmaler sowie die Flecken auf der Oberseite des Hinterflügel pink anstatt orange und ohne schwarze Punkte sind. Ebenso unterscheiden sich die Arten in den Geschlechtsorganen.

## Verhalten und Lebensweise
Die Falter fliegen an den Küsten in mehreren Generationen von März bis Oktober. Von Arizona bis Texas von Mitte Mai bis Mitte September und in Kanada ist es eine Generation von Mitte Juni bis Ende Juli und nahe der Baumgrenze von Juli bis Ende August. Adulte Falter nehmen Nektar von verschiedenen Blüten auf z. B. Windenknöterich (Fallopia convolvulus), man findet sie aber auch an Schlammpfützen. Männchen patrouillieren in ihrem Revier und halten Ausschau nach Weibchen.
Gelegentlich hybridisieren die Falter mit Plebejus lupini.
Die Raupen befressen verschiedene Kräuter und Sträucher darunter die Blätter, Blüten und Früchte von Hülsenfrüchten (Fabaceae) und Knöterichgewächsen (Polygonaceae) wie Buchweizen (Fagopyrum). Sie werde von Ameisen gepflegt aber nicht in deren Nest gebracht wie bei anderen Bläulingen.
Die Eier werden einzeln auf Blätter oder Blüten der Wirtspflanze abgelegt.
Die Art überwintert in ihrem Puppenstadium.

## Verbreitung und Lebensraum
Die Art ist im ganzen westlichen Nordamerika vom Süden Kanadas bis Mexiko verbreitet und bewohnt hier offene trockene Felder, Brach- und Ackerland sowohl Wiesen offenes Waldland, Wüsten und Prärie in niedrige Lagen. In höheren Lagen ist die Art selten anzutreffen.

## Unterarten
Neben der Nominatform werden zwei Unterarten und unterschieden:
- Plebejus acmon acmon, Nominatform in Kalifornien, West Nevada und Südwest Oregon.
- Plebejus acmon lutzi, Nordwest Oregon bis British Columbia, Südost sowie Nord Utah und Nord Colorado. Die Flügelzeichnung ist wie bei Plebejus lupini. Die alpine Form spangelatus dieser Unterart ist unterseits dunkler grau gefärbt und die orangen Flecken auf der Flügeloberseite des Hinterflügels sind kleiner.
- Plebejus acmon texanus, Nebraska und Süd Colorado bis zum südlichen Nevada und Arizona bis ins zentrale Mexiko.

Der Status der Unterarten ist nicht ganz geklärt, da sie mit Plebejus lupini überlappen.

## Status
Der Falter ist in der Regel häufig anzutreffen.